# Hedychium cylindricum
Hedychium cylindricum là một loài thực vật có hoa trong họ Gừng. Loài này được Ridl. mô tả khoa học đầu tiên năm 1923.

## Hình ảnh

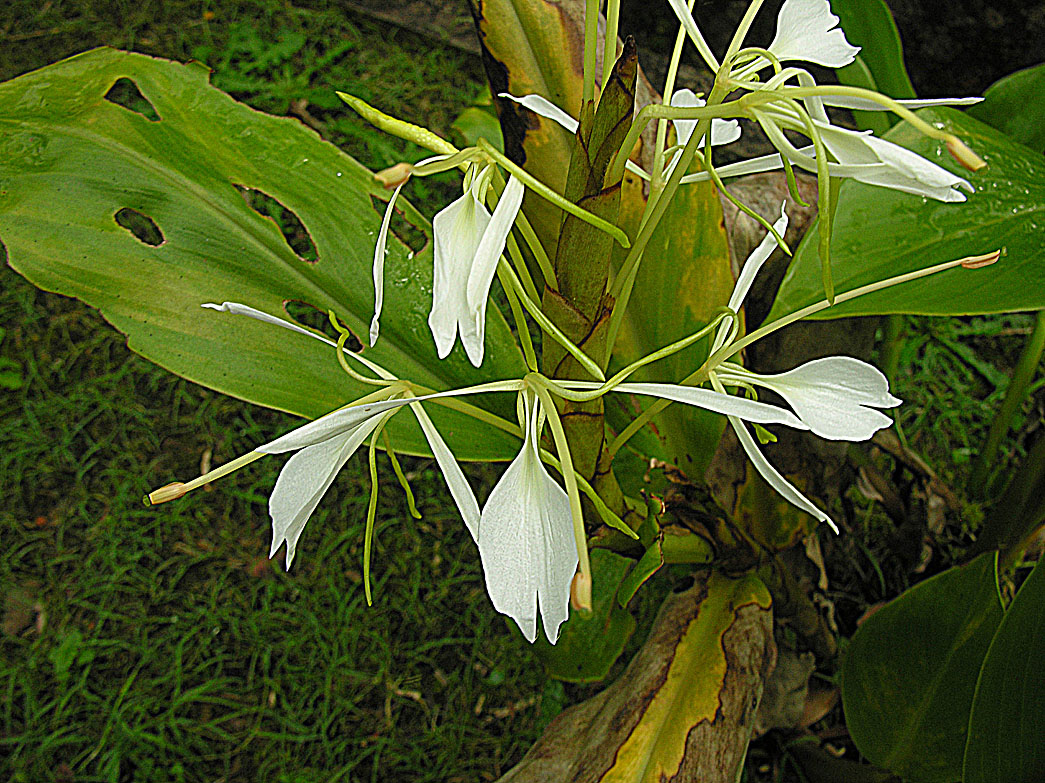